# Hemerobius abditus
Hemerobius abditus är en insektsart som beskrevs av Bo Tjeder 1961. Hemerobius abditus ingår i släktet Hemerobius och familjen florsländor. Inga underarter finns listade i Catalogue of Life.